# Décès en 1126
Décès
- 1122
- 1123
- 1124
- 1125
- 1126
- 1127
- 1128
- 1129
- 1130

Cette page dresse une liste de personnalités mortes au cours de l'année 1126 :
- 11 février : Othon II de Moravie, duc d'Olomouc et de Brno.
- 8 mars : Urraque Ire de Castille, reine de León et Castille.
- 9 mars : Nicetas (métropolite de Kiev), patriarche de Kiev et de toute la Rus'.
- 30 juillet : Cécile de Normandie, abbesse de Sainte-Trinité.
- 1er septembre : Świętosława de Pologne, duchesse consort de Bohême puis première reine consort de Bohême.
- 14 septembre : Constance de France (1078-1126)Constance de France, comtesse de Troyes, princesse d'Antioche, duchesse d'Apulée et de Calabre.
- 1er octobre : Morfia de Malatya, reine de Jérusalem.
- 13 décembre : Henri IX de Bavière, duc de Bavière.
- 29 décembre : Wulfhilde de Saxe (en), noble allemande.

- Abu Nasr Ahmad ibn Fadl (en), vizir de Damas.
- Adelheid de Wolfratshausen (en), noble allemande.
- Al-Nabarawi (en), pharmacien et alchimiste de Bagdad.
- Al-Tutili (en), poète.
- Aq Sonqor Bursuqî, officier seldjoukide, puis un atabeg de Mossoul et d’Alep.
- At-Turtushi (en), politique et philosophe andalou.
- Cai Jing, fonctionnaire du gouvernement et calligraphe chinois.
- Ekkehard d'Aura, abbesse d'Aura.
- Lee Ja-kyum (en), 12e roi d'Uí Cheinnselaigh (Irlande).
- Erembourg du Maine, comtesse du Maine et dame de Château-du-Loir.
- Gao Qiu (en), politicien chinois.
- Hugues Ier de Champagne, comte de Troyes, de Vitry et Bar-sur-Aube.
- Mael Ísa Ua Coinne (en), avocat irlandais.
- Guy de Milly, seigneur de Naplouse.
- Lee Ja-kyum (en), politicien et militaire coréen.
- Pons de Melgueil, septième abbé de Cluny.
- Ptolemy I de Tusculum (en), comte de Tusculum.
- Raoul IV de Conches (en), noble anglo-normand.
- Raymond de Barbastro, évêque de Barbastro.
- Richwin de Commercy, 41e évêque de Toul.
- Robert Peche (en), évêque de Coventry.
- Tong Guan, eunuque, général militaire, conseiller politique et Conseil d'État chinois de l'empereur Song Huizong de la dynastie Song.
- Vikramaditya VI (en), roi des Chalukya occidentaux (Inde).

date incertaine (vers 1126)
- Raoul III de Tosny, seigneur de Conches-en-Ouche.

## Crédit d'auteurs
- Cet article est partiellement ou en totalité issu de l'article intitulé « 1126 » (voir la liste des auteurs).